# 賀間剛介
賀間 剛介（がま ごうすけ）は、漫画『ドカベン』に登場する架空の人物。アニメ版の声優は桑原たけし。

## 人物
- 武蔵中学定時制柔道部の主将として、病死した妹の弔いのためと、定時制の意地で中学校柔道大会に出場し、決勝で鷹丘中・山田太郎を倒す。当初は妹のために絶対に負けられないという思いから苛烈で鬼気迫る言動をとっていたため山田からも強い敵意を向けられたが、性根は厳格ながらも真面目で穏やかな性格で、大会後は憑き物が落ちたように元の性格に戻って山田達とも和解する。その後はアメリカ選抜との試合でライバルであった山田や岩鬼、木下、影丸と共闘し、山田が柔道を辞めて野球に戻った後も中学編の間は出番が多かった。中学時代で柔道二段。
- 病死した妹の名前が幸子であり、山田の妹のサチ子と読みが同じで年頃や容姿もよく似ていたことから初めて会った際には部員共々衝撃を受けた。大会後は幸子が着る予定だった遺品の洋服をプレゼントするなどサチ子を可愛がるようになり、サチ子からも「賀間のお兄ちゃん」と呼ばれて慕われた。
- 中学卒業後、山梨県・甲府学院に入学し、野球に転向。投手。右投右打。マントの下で常に両手に左右各50kgのダンベルを持ち歩くというトレーニングで鍛えた腕力で繰り出される「砲丸投法」からの剛球と強打を武器に、弱小校を一人で引っ張る。
  - 原作では入学と野球転向への経緯が描かれていないが、アニメ版では甲府学院に柔道部の特待生としてスカウトされ入学したものの、他の部員との実力差が激し過ぎて柔道への意欲を失いかけたところ、野球での山田の活躍に刺激を受け、学校に直訴して野球に転向したとされている。

## 経歴
- 1年秋の関東大会一回戦で明訓高校と対戦。その重い球は山田でさえ苦戦し、球をジャストミートしたのにもかかわらずバットを折られてしまうほどであった。里中の球をバントで本塁打にするほどの腕力を見せたが敗退。
- 2年夏の甲子園では、決勝で坂田三吉率いる通天閣高校と戦い、坂田の通天閣打法によって0-1でサヨナラ負けして準優勝。この試合で22個の三振を奪うなど、大会No.1投手と言われる。
- 同年秋の山梨県大会では準決勝で赤富士高校に敗退。しかし、敗れはしたもののニ本塁打を放ち、打者としての評価は更に上がったと報じられている。高校での活躍はこれ以降描かれていない。
- 2004年、東京スーパースターズにテスト入団。初期はDHとしての出場のみで、ほとんど登場しなかった。しかし2008年以降はブルペンで投げるなどそこそこ出番が増え、2008年のクライマックスシリーズでは中継ぎで登板している。
- 一転して2009年は開幕戦に代打で出場し、セーフティバントを決めている。この時真田一球が極端に一発を警戒していたことから、投手としての出場だけでなく代打出場も多いと思われる。
- 2010年、微笑が極度の不振に陥った際にスタンドのファンから賀間を代打で使えという声があがりベンチでもここは賀間だ、というような雰囲気になる描写がある。スタンドのファンが作った横断幕などからも「代打の切り札」的な役割で活躍していると思われる。また、DHでスタメン出場しヒットを打つ場面もあり、登場機会が増えてきている。
- 『ドリームトーナメント編』の2012年においては、右翼手として出場している。

## 主な記録
- 甲子園大会一試合22奪三振（2年夏、決勝・通天閣高校戦）

## 背番号
- 55（2004年 - ）